# Хуейюань
Хуейюань (кит. трад. 慧遠, піньїнь: Hui-yüan; 334—416 AD) — китайський буддійський монах, філософ, який заснував храм Дунліньси на горі Лушань в провінції Цзянсі і в 404 році нашої ери написав трактат про те, чому ченці не повинні схилятися перед монархами. Він народився в провінції Шаньсі, але після довгого життя та викладання буддизму, він потрапив у провінцію Хубей, де помер в 416 році. Хоча Хуейюань народився на півночі, він переселився на південь, щоб жити на території династії Східна Цзінь.
Хуейюань був посмертно названий першим патріархом буддійської школи Чистої Землі. Його учнями були Хугуань (慧 觀), Сенджі (僧 濟) і Фаан (法 安).

## Біографія
Хуейюань в молодому віці вивчив книги Чжуан-цзи і Лао-цзи, а також вчення Конфуція. Проте, у віці 21 він зустрів в провінції Хебей буддійського проповідника Даоаня, який був кучанським місіонером. Почувши проповіді Даоаня, Хуейюань вирішив залишити сім'ю і присвятити своє життя буддійським навчанням. Згодом він став засновником храму Дунліньси на горі Лушань. Серед дисциплін, які він вивчав, були віная (戒律), медитація (禪法), абгідгарма і праджня або мудрість. Хуейюань не підтримував відносин з секулярним світом, але мав контакти з судовими та дворянськими родинами. Хуейюань був двічі запрошеним до диктатора Хуань Сюаня для дискусії про статус духовенства і Хуейюань захищав незалежність духовенства. Члени різних класів приходили жити на гору Лушань, щоб стати мирськими учнями Хуейюаня та взяти участь в релігійному житті. Крім свого вчення і практики взаємодії з непрофесіональними послідовниками буддійської віри, він також залишив в історії листування з преподобним Кумарадживою.
У 402 році він організував групу ченців і мирян в секту Махаяна, що відома як школа Чистої Землі (Чиста Земля є західним раєм будди Амітабхи.
У 404 році Хуейюань написав трактат про те, «чому ченці не повинні схилятися перед королями» (沙門 不敬 王者 論). Ця книга символізує його зусилля з утвердження політичної незалежності буддистського духовенства від судів монархічних правителів. Водночас це був релігійний і політичний текст, який націлений переконати монархів і конфуціансько налаштованих служителів держави, що послідовники буддизму, зрештою, не підривали державні устої. Він стверджував, що буддисти могли зробити хороші справи для держави через їх переконання у відплату карми та бажання відродитися в раю.